# Adrián de Mújica
Adrián de Mújica (1453 - h. 1500) fue un noble, explorador y conquistador español de origen vasco.
En 1493 acompañó a Cristóbal Colón en su segundo viaje a América, junto a un grupo de nobles hidalgos entre los que se encontraban Alonso de Ojeda, Pedro de Gámiz, Hernando de Guevara, Pedro Riquelme y Pedro de Margarit. En 1497 se unió a la rebelión liderada por Francisco Roldán en contra de la autoridad de Colón y sus hermanos en Xaragua. Mújica y Riquelme se opusieron a los acuerdos de paz celebrados entre Roldán y Colón en 1498, y conspiraron nuevamente contra el almirante al año siguiente. Adrián de Mújica fue arrestado por las tropas de Colón, enjuiciado y ejecutado en la fortaleza de la Concepción, en marzo de 1500.

## En la cultura popular
Adrián de Mújica (Moxica) fue interpretado por Michael Wincott en la película de Ridley Scott 1492: La Conquista del Paraíso de 1992; en donde se tomaron libertades creativas para el desarrollo del personaje, buscando retratar la personalidad y postura política frente a la autoridad de Colón que expresaban la mayoría de los nobles que lo acompañaron desde su segundo viaje a América. Mújica ocupa un rol destacado en la película como antagonista, asumiendo el papel del líder principal de la rebelión contra Colón, junto a su lugarteniente Hernando de Guevara (interpretado por Arnold Vosloo). En la película, Mújica le corta la mano a un indígena que afirmó no haber encontrado oro para pagar sus impuestos. Finalmente, una vez enfrentado tanto a Colón como a sus aliados, se suicida al tirarse de un acantilado, evadiendo así su captura. Es mencionado en la obra de Washington Irving, Una historia de la vida y viajes de Cristóbal Colón (1828), y aparece también como personaje histórico en la novela My master Columbus (1989) de Cedric Belfrage.